# Vilma Silva
Pour les articles homonymes, voir Silva.
Vilma Chissola Ebo da Silva, (née le 3 juin 1997) est une joueuse angolaise de handball qui évolue comme arrière latérale droite au Clube Desportivo Primeiro de Agosto et en équipe d'Angola féminine de handball.
Elle a représenté l'Angola au Championnat du monde de handball féminin 2017 en Allemagne,.

## Palmarès

### En club
compétitions internationales
- vainqueur du Super globe féminin en 2019 (avec CD Primeiro de Agosto)

### En équipe nationale
Championnats du monde
- 19e place au Championnat du monde 2017
- 15e place au Championnat du monde 2019

Championnats d'Afrique
- Médaille d'or au championnat d'Afrique 2021

Jeux africains
- Médaille d'or aux Jeux africains de 2019.